# Hypotacha raffaldii
Hypotacha raffaldii là một loài bướm đêm trong họ Erebidae.